# رود تجن (سرخس)
رودخانه تجن، رودی است که در امتداد جریان هریرود است و پس از تلاقی دو رود کشف رود و هریرود در محلی به نام پل خاتون، تجن خوانده می‌شود و سپس از این محل مرز ایران و ترکمنستان را تشکیل می‌دهد و پس از ادامهٔ مسیر وارد سرخس می‌گردد و در شمال این شهر در پاسگاه جهانبانی از مرز ایران خارج می‌شود و وارد خاک جمهوری ترکمنستان می‌گردد و سرانجام در نزدیکی شهر تجن در ریگزارهای قره‌قوم فرومی‌رود.
این رودخانه مانند دیگر رودهای منطقه دائمی نیست و در فصول سال با تغییرات میزان ریزش باران، دارای نوسانات زیادی می‌باشد. در سال‌های مختلف بین ۰٫۷۵ تا ۷٫۴ متر مکعب در ثانیه متفاوت است. رودخانه تجن بزرگ‌ترین منبع آب سطحی دشت سرخس می‌باشد.
واژه تجن در فارسی به معنی نهری است که از رود بزرگ جدا کنند، همان‌گونه که در تاریخ سیستان (۱۳/۴۰۴) آمده‌است: «و از هیرمند تجنی نو نهادن». ریشه این واژه از ریشه ایرانی باستان tač و tak به معنی تاختن و جاری شدن گرفته شده است.

## کانالهای تجن
آب این رودخانه توسط پنج کانال به مصرف کشاورزی می‌رسد:
- کانال سنگر
- کانال نوروز آباد
- کانال دولت‌آباد
- کانال مظفری
- کانال جنگل